# فرانك كلارك (لاعب كرة قدم أمريكية)
فرانك كلارك (بالإنجليزية: Franklin Clarke)‏ هو لاعب كرة قدم أمريكية أمريكي، ولد في 7 فبراير 1934 في بلويت في الولايات المتحدة، وتوفي في 25 يوليو 2018.

## وصلات خارجية
- فرانكلين كلارك على موقع مرجع كرة القدم المحترفة.كوم (الإنجليزية)